# Britpop
Britpop ist ein Musikstil und eine aus Großbritannien stammende Musikbewegung, die Anfang der 1990er Jahre entstand und sich durch eine Rückbesinnung auf die Traditionen britischer, gitarrenlastiger Rock- und Popmusik auszeichnet.

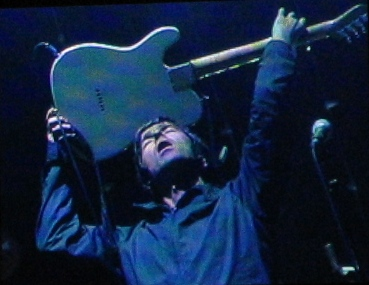
Noel Gallagher von Oasis (2005)

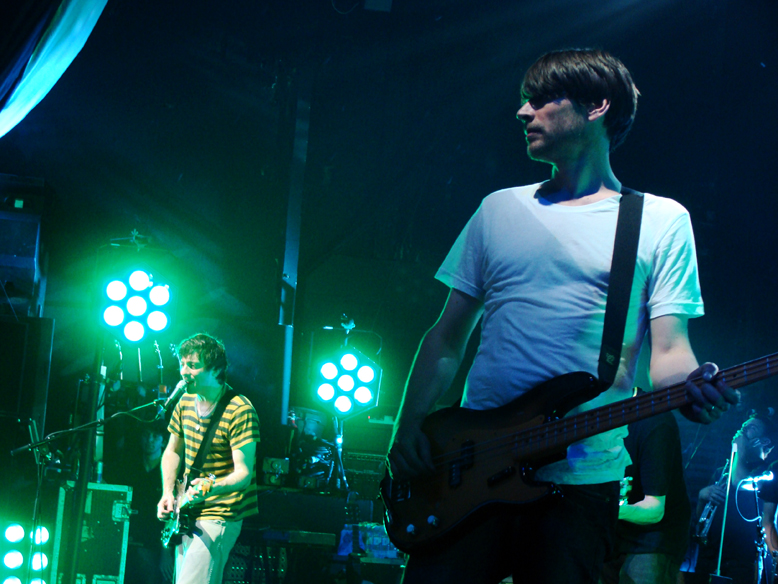
Blur (2009)

## Hintergrund/Zusammenfassung
Eine der beiden wichtigsten Quellen ist dabei der britische Independent der späten 1980er Jahre mit Bands wie The Stone Roses oder The Smiths. Allerdings zielt der Britpop im Gegensatz zu diesen Bands auf ein breites Publikum und knüpft deswegen ebenfalls an die Größen der Popmusik der 1960er Jahre wie The Beatles, The Kinks oder The Rolling Stones an. Bekannte Vertreter des Britpop sind Oasis, Blur oder Pulp. Erstere haben sich bis zu ihrer Auflösung 2009 als eine der erfolgreichsten Bands in der Rockszene etabliert, wie sich auf ihrer letzten Welttour 2005/06 zeigte, wo sie Stadien mit bis zu 80.000 Fans erreichten. Weitere Vertreter sind The Verve, Suede, Supergrass und Ash. In der Regel kommen die Gruppen aus England, prominente Ausnahmen sind z. B. Travis (Schottland) oder die Waliser Manic Street Preachers.
Die Bewegung hat sich als Reaktion auf die verschiedenen musikalischen und kulturellen Trends der späten 1980er und frühen 1990er Jahre entwickelt. Acid House und das Aufkommen von Hip-Hop führten zu einem wieder wachsenden Interesse an den rhythmischen Songs des Independent, was im Madchester mündete. Durch diese Strömung wurde die eher traditionelle Gitarrenmusik nebensächlich. Die Shoegazingbewegung stellte sich mit einem eher psychedelischen, relativ eintönigen Sound, der stark von Bands wie The Jesus and Mary Chain und My Bloody Valentine geprägt war, gegen den Trend.
Britpop sah sich teilweise als Gegenströmung zum US-amerikanischen Grunge. Im Zuge der US-amerikanischen Invasion von Bands wie Nirvana, Mudhoney, Pearl Jam, Soundgarden und Alice in Chains strebten einige britische Bands wie Bush nach der Nachahmung des Grunges. Andere setzten die Imitation des Madchester, als Teil der Baggybewegung, fort. Die britische Musikpresse blieb davon unbeeindruckt und bejubelte weiterhin etablierte US-Bands wie Dinosaur Jr. und Sonic Youth.

## Ursprünge und Einflüsse

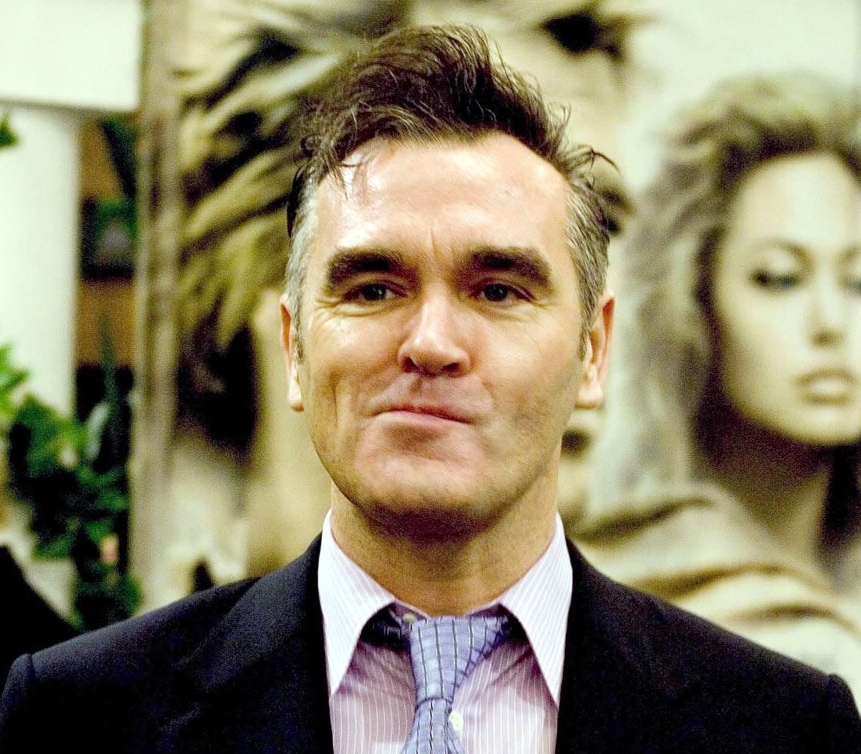
Morrissey, Sänger der Smiths

Die Britpopgruppen wurden sehr stark von der Gitarrenmusik der 1960er und 1970er Jahre beeinflusst. Eine besondere Rolle spielten hierbei die zwei Trends des Rock ’n’ Roll der British Invasion: die Eckpfeiler des Rocks wie The Beatles und The Rolling Stones und die Modbands wie The Who, The Kinks und The Small Faces. Relativ einflussreich waren auch die Glam Rocker der 1970er und 1980er Jahre wie David Bowie und T. Rex und die Punk- und New-Wave-Bands wie die Sex Pistols, The Clash, Duran Duran, The Jam, The Police, Madness und die Buzzcocks.
Die Independent-Bands der 1980er Jahre wie The Smiths, The Jesus and Mary Chain und James waren die direkten Vorläufer des Britpop. Die Madchesterbewegung war ein weiterer großer Einfluss auf den Britpop. Die Bewegung wurde von Bands wie The Stone Roses, Happy Mondays und Inspiral Carpets (für die Noel Gallagher von Oasis damals als Roadie arbeitete) angeführt. Ein weiterer indirekter Einfluss waren die C86-Bands, die hauptsächlich poppige Independent-Gitarrenmusik spielten. Viele Bands, die später unter der Bezeichnung Britpop zusammengefasst wurden, wie Primal Scream, starteten als C86-Bands.
Ungeachtet seiner Geringschätzung von Shoegaze und Grunge dieser Zeit gingen einige Elemente beider Stilrichtungen in beständige Aspekte des Britpops ein. Noel Gallagher betrachtete Ride (deren Mitglied Andy Bell zwischenzeitlich bei Oasis spielte) als einen Hauptursprung des Britpops, während The Boo Radleys Dinosaur Jr. als Quelle des Britpops angaben.
Obwohl die Bewegung 1994 in den Vordergrund trat, bleibt unbestimmt, wann sie begann. Wegen seines großen Einflusses auf spätere Bands wird das 1989 erschienene Debütalbum der Stone Roses als erstes Britpop-Album angesehen. Noel Gallagher behauptet, dass das Debütalbum von The La’s das erste Britpop-Album war. Andere weisen diese Ehre auch dem Debütalbum von Oasis, dem von Suede oder Modern Life is Rubbish von Blur zu.

## Geschichte

### Weller, „The Modfather“ und Blur mit „Modern Life is Rubbish“ (1991–1993)

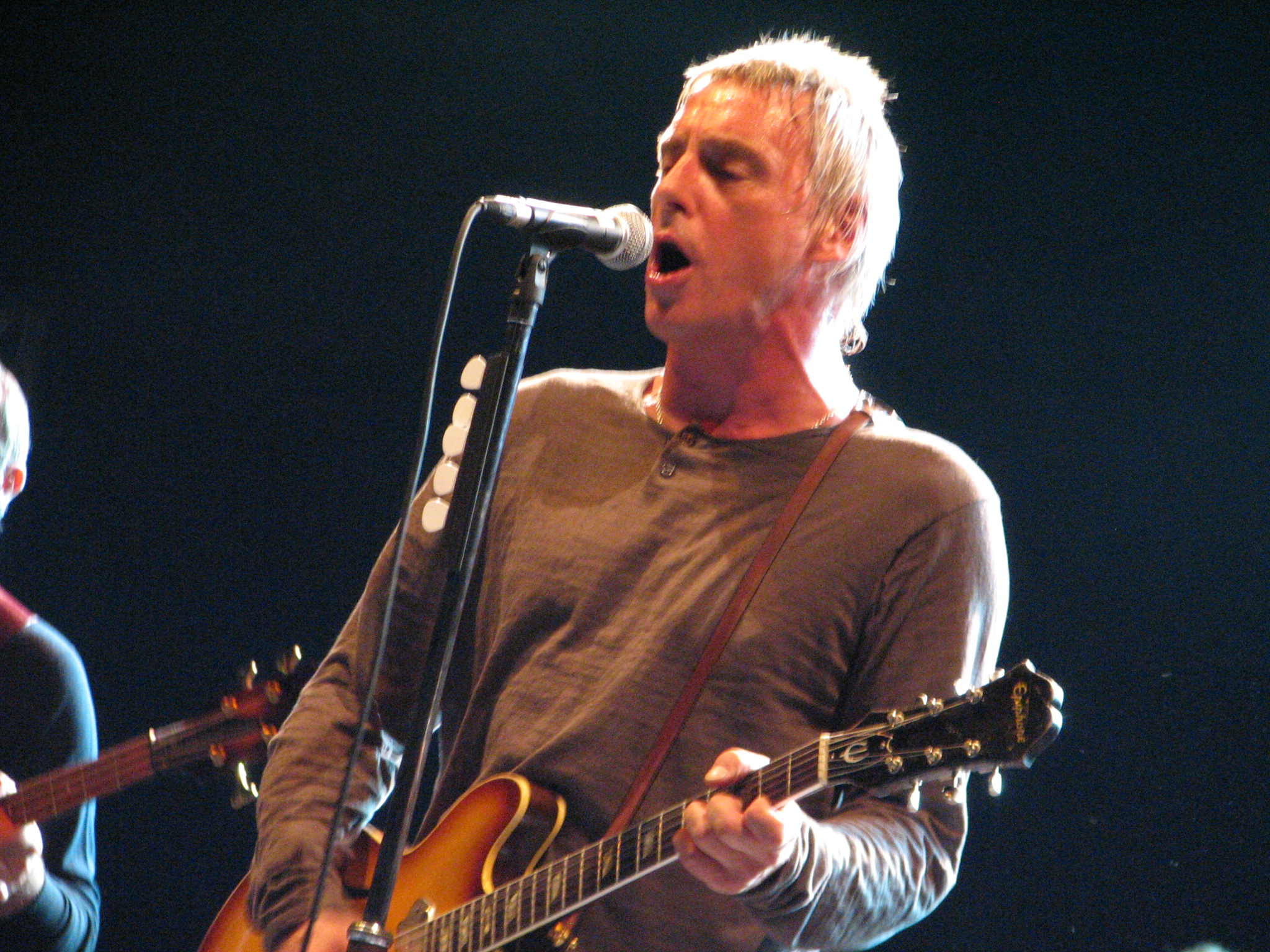
Paul Weller, der „Modfather“ (2009)

Paul Weller wird als einer der Initiatoren der Bewegung besonders gerühmt. Seine Soloalben Paul Weller (1991) und Wild Wood (1993) werden als grundlegende Kraft der Bewegung angesehen. Sein Einfluss auf den Britpop und die Verbindung zur Wiederbelebung des Mod brachte ihm den Spitznamen The Modfather ein. Er bot den Bands durch seine Aufnahmen einen Leitfaden, trat aber auch mit vielen Britpop-Bands auf. Simon Fowler und Damon Minchella von Ocean Colour Scene spielten in seiner Begleitband und Weller spielte bei dem Britpop-Song Champagne Supernova von Oasis Gitarre.
Eine weitere Schlüsselrolle bei der Entstehung des Britpop spielte die Band Blur. Während Weller Modelemente zum Britpop beisteuerte, brachte Blur die frühe Medienaufmerksamkeit und Chart-Erfolg mit ihrem Album Modern Life is Rubbish. Das Album bewegte den Sound von Blur langsam vom Shoegazing ihres Debütalbums Leisure zum schnörkeligen Popsound, der sich an den Eigenarten von The Kinks orientiert. Im Rückblick enthielt Modern Life is Rubbish viele Text-, Harmonie-, Akkord- und Soundelemente, sowie den entschlossenen Gesang, der später typisch für den Britpop wurde.
Die Modszene hatte einen großen Einfluss im musikalischen oder modischen Bereich auf viele Bands, darunter Blur, Ocean Colour Scene und Menswe@r.

### Britpop und die Cool-Britannia-Bewegung (1994–1996)

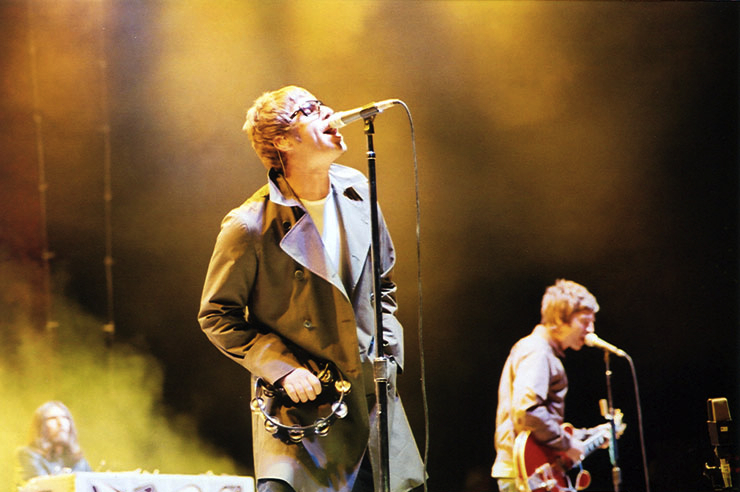
Oasis-Konzert 2005

Der Begriff Britpop wird etwa seit 1987 benutzt, als er im Sounds Magazin geprägt wurde. Die Bezeichnung Britpop kam etwa gleichzeitig mit dem Begriff Britart auf. Trotzdem kam der Begriff erst 1994 ins Massenbewusstsein, als er intensiv von Magazinen wie New Musical Express, Melody Maker, Select und Q benutzt wurde. Das Wort eroberte langsam die Massenmedien. Die große Bekanntheit des Wortes wurde besonders deutlich, als ein Artikel im The Guardian erschien, in dem ein Redakteur des Oxford English Dictionary behauptete, dass der Begriff Britpop das Jahr 1995 am besten beschreiben würde. Britpop wurde 1997 in das Oxford English Dictionary aufgenommen.
Im April 1993 verhalf das Select Magazin dem britischen Stolz zu einem Aufschwung, als ein Bild des Suede-Sängers Brett Anderson mit dem Union Jack im Hintergrund und dem Satz „Yanks go home!“ auf dem Cover des Magazins abgedruckt wurde. Die Ausgabe enthielt Artikel über Suede, The Auteurs, Denim, Saint Etienne und Pulp. In den folgenden Jahren dominierten englische Bands die Musikzeitschriften. Größtenteils waren dies neue Bands, aber auch etablierte Bands, die mit der Britpop-Bewegung verbunden wurden, profitierten von dieser Tatsache.
Danach kamen die ersten Wellen der Anerkennung durch die Musikpresse für das, was New Musical Express als New Wave of New Wave betitelte. Dies bezeichnete am Anfang eher punkige Bands wie Elastica, S*M*A*S*H und These Animal Men. Obwohl die letzteren beiden ziemlich schnell aus dem Rampenlicht verschwanden, war die Musikpresse zögerlich bei der Anerkennung der Bands, die sie als unbekannte Bands einstufte. Dazu gehörten Oasis, Shed Seven und Whiteout. Als jedoch The Charlatans und Inspiral Carpets neue Alben veröffentlichten, bekamen auch die anderen Bands die einen melodischeren Stil verfolgten größere Anerkennung in der Presse.

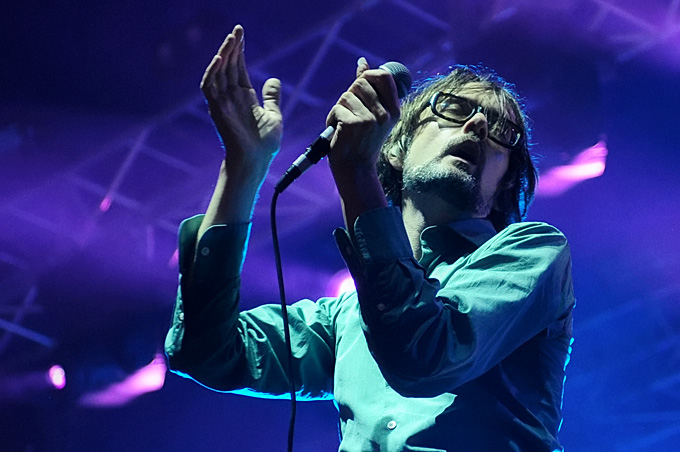
Jarvis Cocker, Sänger von Pulp (2011)

Fans des Britpops streiten darüber, welches Album der Bewegung zum Durchbruch verhalf. Oasis’ Debütalbum Definitely Maybe, Blurs drittes Album Parklife und Suede von Suede sind Kandidaten dafür (alle 1994 veröffentlicht). Diese Alben definieren die Britpop-Bewegung und ebneten den Weg für viele weitere Bands. Das Album His ’n’ Hers von Pulp wurde auch zu dieser Zeit veröffentlicht, Pulp erreichte allerdings erst mit dem 1995 veröffentlichten Album Different Class Mainstreamerfolg.
Bei der Bewegung ging es außer um die Musik auch um britischen Stolz, den Medienhype und das Image der Bands. Suede war die erste der Bands der neuen Musikrichtung, die von der britischen Musikpresse als Antwort auf den US-amerikanischen Grunge aus Seattle gehandelt wurde. Das Debütalbum von Suede wurde das am schnellsten verkaufte Debütalbum in der Geschichte Großbritanniens. Dieser Titel musste jedoch später an Definitely Maybe von Oasis abgegeben werden.
1995 erreichte die Britpop-Bewegung ihren Höhepunkt. Der berühmte Battle of the Bands nannte Blur und Oasis als Hauptbewerber um den Titel Kings of Britpop. Angespornt von den Medien entwickelte sich ein Kampf zwischen zwei Gruppen: Noel und Liam Gallagher, die den Norden Englands sowie eher Arbeiter und Geringverdiener vertraten, und Damon Albarn und Alex James, die den Süden und so den gebildeteren Mittelstand repräsentierten. Der Wettkampf wurde dadurch verkörpert, dass Oasis und Blur ihre Singles Roll with It und Country House zum gleichen Zeitpunkt herausbrachten. So gewann dieser Wettbewerb die Aufmerksamkeit der Massenmedien und schaffte es in die BBC News. Als der Wettkampf in die zweite Runde ging, trat Pulp mit ihrer Single Common People gegen Trash und Beautiful Ones von Suede an.
Am Ende gewann Blur den Kampf mit 274.000 verkaufte Platten vor Oasis mit 216.000 verkauften Singles. Die Songs belegten durchgehend die Chartplätze eins und zwei. Auf lange Zeit gesehen gewann jedoch das Album (What’s the Story) Morning Glory? von Oasis und wurde viermal häufiger verkauft als das Album The Great Escape von Blur. (What’s the Story) Morning Glory? verkaufte sich insgesamt über 22 Millionen Mal und ist damit auf Platz fünf der britischen Alben. Das zweite Album von Oasis wird von vielen als das Britpop-Album schlechthin gesehen. Es war in Großbritannien eine Zeit lang populär auf die Frage „What’s the story?“ (deutsch: Was gibt’s?) mit „Morning Glory“ zu antworten.

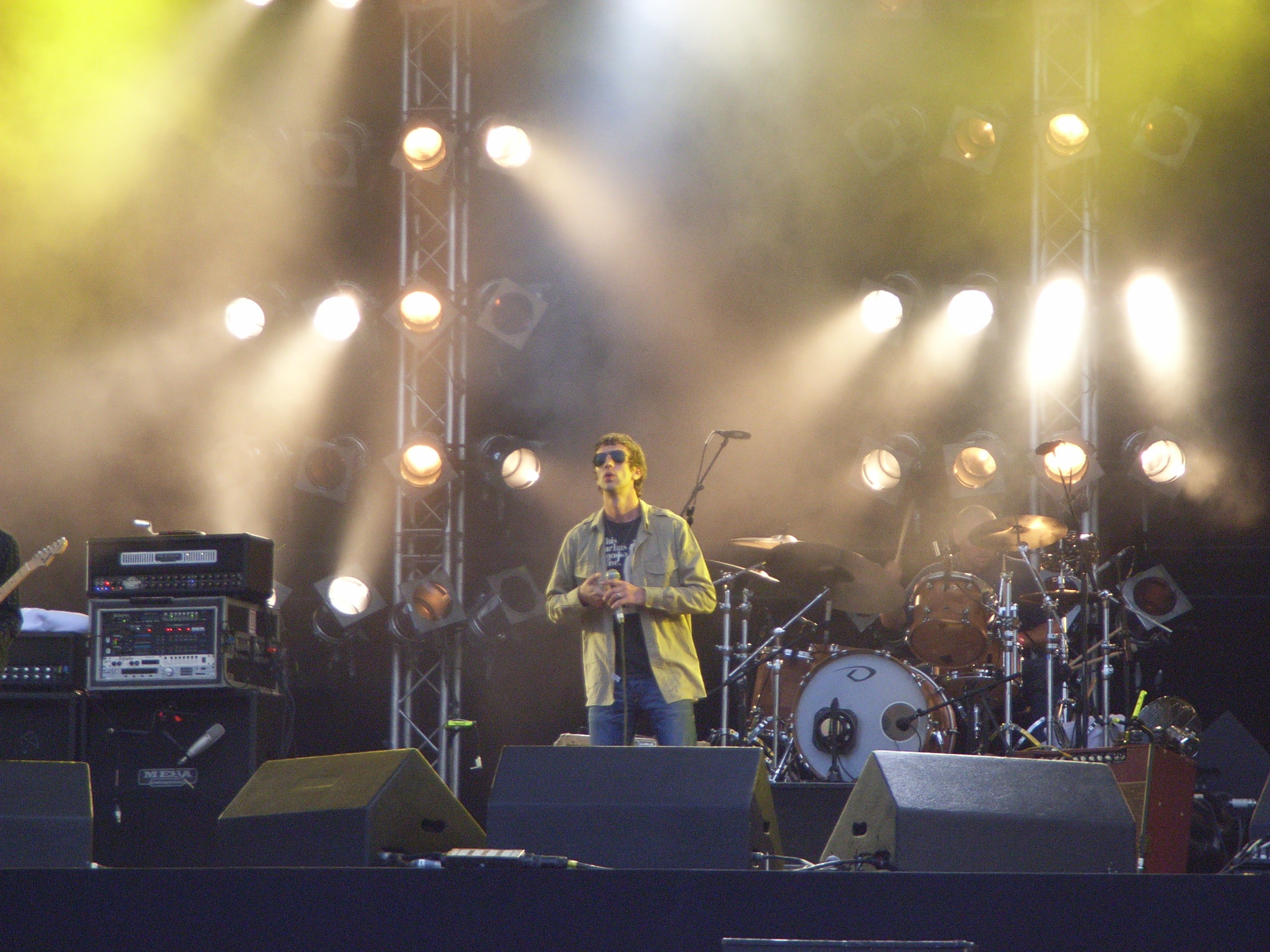
The Verve (2008)

Während dieser Zeit sah man den neuen, jungen Anführer der Labour Party, Tony Blair, aufsteigen. Blair verkörperte die Träume und Wünsche der britischen Gegenkultur und viele Bands wie Oasis und Blur bewunderten ihn. Noel Gallagher erschien auch auf mehreren öffentlichen Terminen und brachte seine Unterstützung Tony Blairs zum Ausdruck.
Außer Oasis, Blur, Pulp und Suede veröffentlichten 1995 auch andere Britpop-Bands Singles und Alben, die die Essenz der Bewegung erfassten und die Haltung der Cool-Britannia-Bewegung einnahmen. Zu diesen Bands gehörten Supergrass, Cast und Radiohead. Die Cool Britannia Bewegung wurde auch durch poppige Sommerhits von Bands wie Dodgy, Sleeper, The Boo Radleys und Echobelly symbolisiert. 1995 veröffentlichten The Verve ihr Album A Northern Soul. Das Album floppte jedoch und führte dazu, dass die Band sich trennte. Für das Album Urban Hymns fand sich The Verve 1997 aber wieder – zumindest für kurze Zeit – zusammen.
Die Massenmedien tauften die Bewegung „Third British Invasion“ (deutsch: dritte britische Invasion), da sich die Bewegung so großer Popularität in der Bevölkerung erfreute und sich bestimmte Einflüsse der verschiedenen Strömungen in der Musik der Bands widerspiegelte. Dies führte dazu, dass zwischen den Bands Konflikte entstanden, die teilweise von den Medien provoziert wurden.

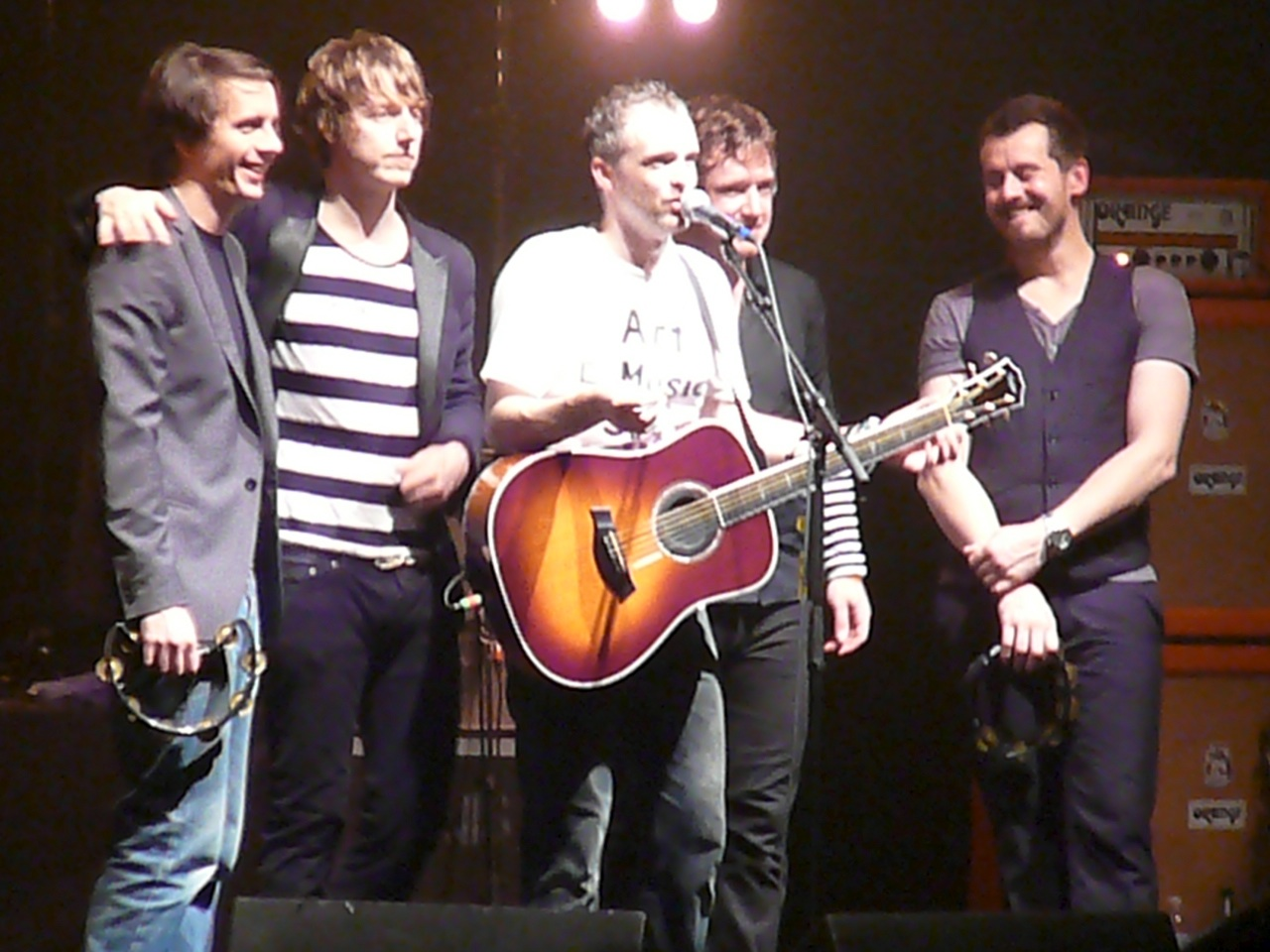
Travis (2007)

Die BRIT Awards von 1996 waren eine Feier des Britpops mit vielen nominierten Britpopbands. Die Verleihung war voll mit der Rivalität zwischen Oasis und Blur. Als Oasis den Preis für das beste britische Album gewann verhöhnten die Gallagherbrüder Blur mit einer betrunkenen Darbietung von deren größtem Hit Parklife, wobei Liam Gallagher den Text in „Shite-Life“ änderte. Oasis gewann außerdem den Preis für das beste britische Video. Beide Preise wurden im vorherigen Jahr von Blur gewonnen. Paul Weller gewann 1996 zum zweiten Mal in Folge den Preis für den besten männlichen Künstler und Supergrass gewann den Preis für die beste Newcomerband. Die Feier war voll gepackt mit hochkarätigen Auftritten, es war aber Pulp-Frontmann Jarvis Cocker, der allen die Show stahl, als er während des Auftritts von Michael Jackson die Bühne betrat und sein Missfallen zum Ausdruck brachte. Jarvis Cocker wurde festgenommen, bald wieder auf freien Fuß gesetzt.
Obwohl der Großteil der Britpop-Bands aus England kam gab es auch einige Ausnahmen. Super Furry Animals, Space, Catatonia, Gorky’s Zygotic Mynci, Manic Street Preachers und Stereophonics waren aus Wales; The Gyres, The Supernaturals, Travis und Belle and Sebastian waren aus Schottland. Dies führte dazu, dass lokale Medien Bands mit „Cool Cymru“ und „Cool Caledonia“, in Anlehnung an Cool Britania, zu bezeichnen. Trotz des Vorwurfs, auf den Südosten fokussiert zu sein, entwickelte sich der Britpop zu einer wirklich britischen Musik- und Kulturbewegung.

### Ausklang der Bewegung (1997–1999)
Ende 1996 ging die Hysterie um die Bewegung zurück, was daran lag, dass die hohen Erwartungen der Fans nicht erfüllt wurden und die Bands wegen ihrer Drogenexzesse am Ende waren. Bands wie Blur, Oasis und Suede erlangten eine große Aufmerksamkeit der Medien durch ihren massiven Alkohol- und Drogenkonsum. Die Veröffentlichungen der Anführer der Bewegung, Oasis und Blur, im Jahr 1997 waren der Schlüssel zur Abwärtsbewegung des Britpops. Das dritte Album von Oasis Be Here Now verkaufte sich anfangs sehr gut, konnte mit der Zeit aber nicht mehr der Kritik der Fans, Journalisten und auch Noel Gallagher selbst standhalten. Blurs fünftes Album Blur wurde von den Kritikern besser aufgenommen, da es, anders als bei Oasis, eine stilistische Entwicklung der Band erkennen ließ. Trotzdem nahmen die Fans den neuen Sound von Blur nicht sofort an. Die Band bewegte sich von ihrem ursprünglichen Sound weg zu einem Stil, der vom amerikanischen Low Fidelity beeinflusst war. Dieser neue Sound von Blur fand erst mit der Veröffentlichung der Single Song 2, die zu einem überraschenden Welthit avancierte, großen Anklang bei den Fans.

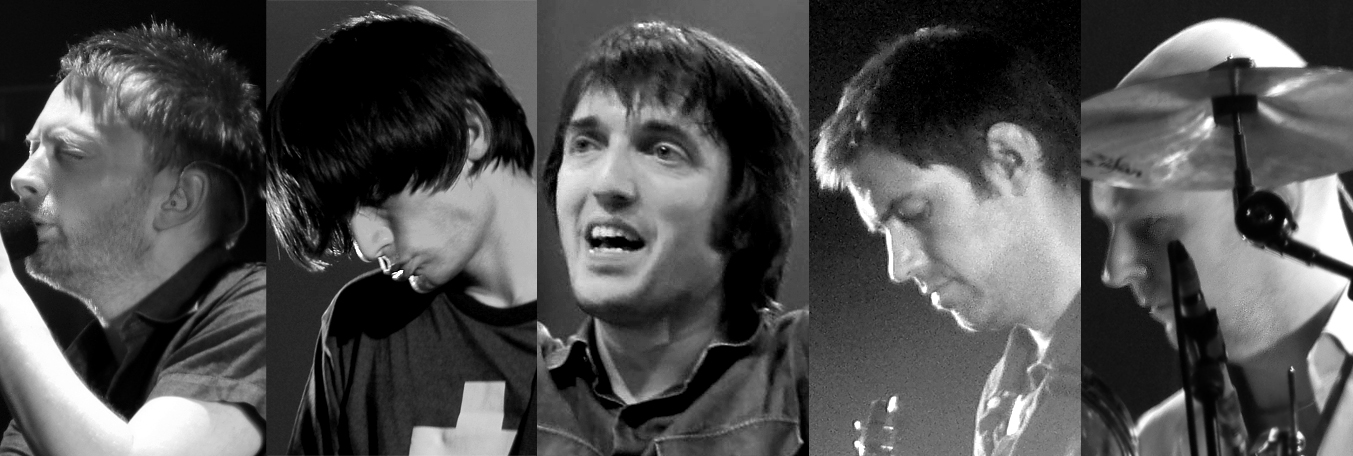
Radiohead

Während die bekannten kämpfen mussten, gerieten nun Bands wie Radiohead und The Verve in den Fokus der Medien, obwohl Radiohead auch schon früher erfolgreiche Singles hatte. Diese zwei Bands, besonders aber Radiohead, zeigten deutlich mehr esoterische Einflüsse aus den 1960er und 1970er Jahren, als alle anderen Britpop-Bands. Als die Britpop-Bewegung 1997 verblasste, veröffentlichten Radiohead und The Verve ihre Alben OK Computer bzw. Urban Hymns, die große Anerkennung fanden.
Als die Bewegung sich verlangsamte, standen viele Bands auf wackligen Beinen. Obwohl einige Bands mit anspruchsvolleren Alben Erfolg fanden, wie z. B. Pulp mit This Is Hardcore, Supergrass mit In It for the Money oder Cornershop mit When I Was Born for the 7th Time, konnten viele Bands dem Druck nicht standhalten und trennten sich oder verschwanden in der Versenkung. Elastica wurde Opfer des eigenen Drogenkonsums und konnte nach dem Album von 1995 vier Jahre lang kein neues Album herausbringen. Menswe@r konnten nach ihrem Debütalbum kein weiteres Album herausbringen und trennten sich. Bands wie Cast, Ocean Colour Scene, The Bluetones und Shed Seven veröffentlichten weiterhin Alben, allerdings ohne kommerziellen Erfolg. Ebenso waren viele neue Bands, die während des Britpophypes unter Vertrag genommen wurden, nicht gut genug für die Charts.
Am Ende des Jahrzehnts brach die Bewegung auseinander. Blur setzte den Weg weg vom Britpop mit den folgenden Veröffentlichungen fort. Frontmann Damon Albarn gründete zudem mit Tank-Girl-Zeichner Jamie Hewlett die Gruppe Gorillaz. Oasis blieb bei den Fans beliebt, kam jedoch in eine inaktive Phase nach der Veröffentlichung von Be Here Now. Während der Aufnahmen für das nächste Album trennten sich Paul Arthurs und Paul McGuigan von der Band. 2004 verließ auch der langjährige Schlagzeuger Alan White die Band, womit nur noch die Gallagherbrüder als Bandmitglieder aus der Britpopära blieben. Suede veröffentlichten noch zwei Alben, bevor sie 2003 aus dem Musikgeschäft ausstiegen. Pulp veröffentlichte 2001 nach dreijähriger Pause noch ein Album und verschwand anschließend wieder von der Bildfläche. The Verve trennten sich, nachdem Nick McCabe die Band verließ, und Richard Ashcroft startete eine erfolgreiche Solokarriere. Obwohl die Größen des Britpop-Bands untergingen, konnte Supergrass fortwährend Musik machen, die bei Kritikern und Fans gleichermaßen gut ankam.

### Nach 2000

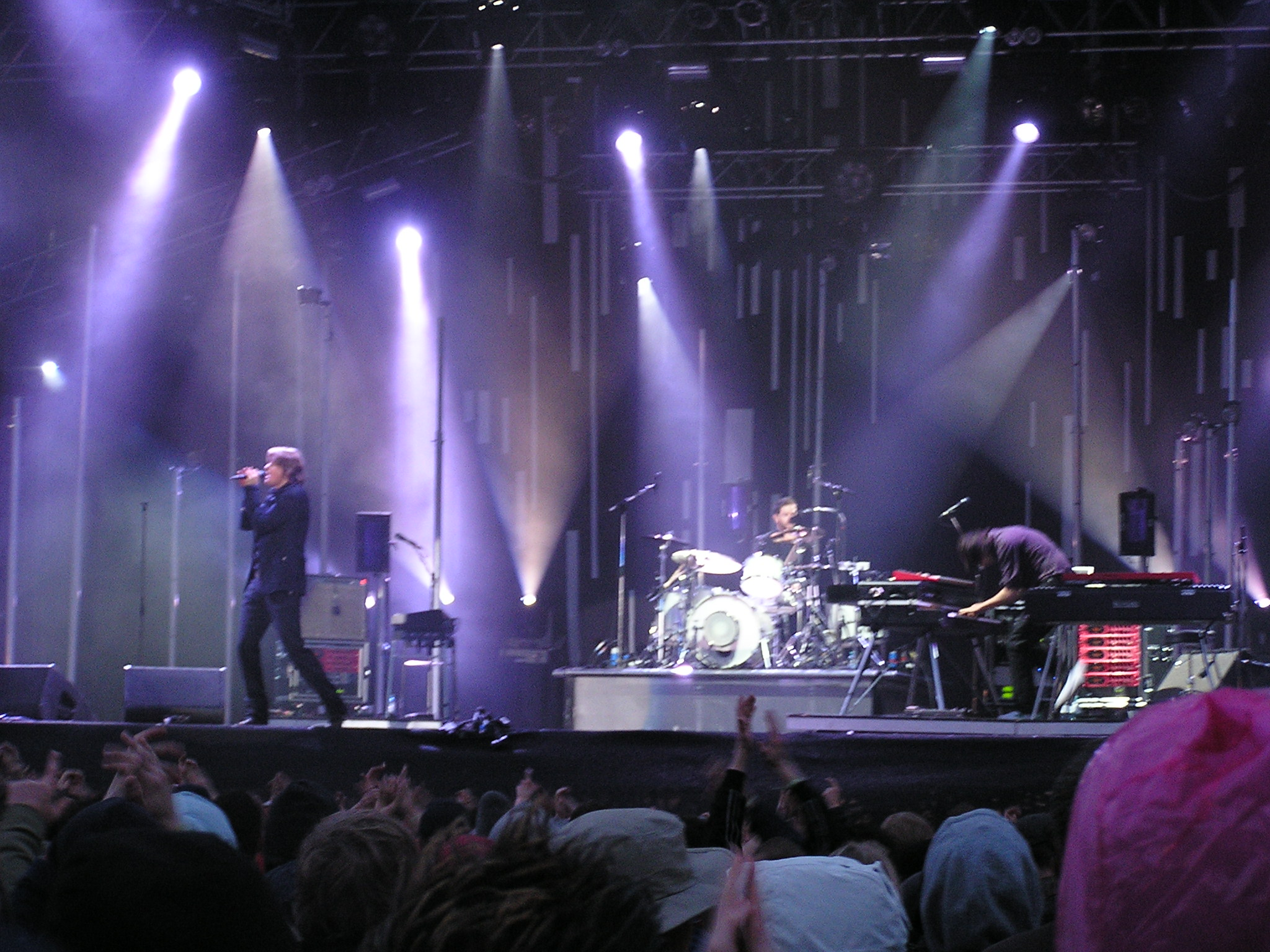
Keane (2007)

Auch wenn Britpop von manchem für tot erklärt wurde, hatten Britpop-„Urgesteine“ wie Oasis, Ash oder Travis mit zahlreichen Neuerscheinungen sowie neuere Bands wie Keane oder Starsailor auch nach der Jahrtausendwende noch großen Erfolg. Zudem rollte seit Anfang 2005 eine neue Welle aus Gitarrensound und Indie-Musik über die britischen Inseln, darunter Muse, Franz Ferdinand, Maxïmo Park, Arctic Monkeys, The Kooks, The Libertines bzw. die Babyshambles, The Fratellis, Kaiser Chiefs, Editors, Bloc Party, The Futureheads, Razorlight sowie Hard-Fi. Auch hatten Bands aus anderen Ländern, die Britpop-Stile verwenden, zunehmend Erfolg – waren es früher Indie-/Alternative-Gruppen wie The Strokes, The Dandy Warhols (USA), so erlebten später etwa The Killers und die Kings of Leon aus den USA oder Mando Diao aus Schweden Höhenflüge – diese Musikstile wurden Mainstream und von populären Radiostationen gespielt. Kennzeichnend für die spätere Entwicklung oder die musikalische Weiterentwicklung bestehender Bands waren vor allem Synthesizer-Einflüsse, die den „Britrock“ tanzbar machten. Öfter kam es deshalb zu einer Vermischung mit Electro/Elektropop-Stilrichtungen, so dass sich Bands neue, teilweise selbsternannte Bezeichnungen wie „Elektrorock“ oder „Indie-Noise“ gaben (etwa Chikinki).

## Zeitleiste einiger Britpop-Bands
Grün dargestellte Bands haben sich aufgelöst. Orange dargestellte Bands waren nach 2012 noch aktiv. Aufgelistet sind die Bands, die den Britpop wesentlich geprägt haben.